# Lindre
Pour les articles homonymes, voir Lindre-Basse et Lindre-Haute.
L’étang de Lindre est un étang situé près de Dieuze au sud-est du département de la Moselle sur le plateau lorrain et la source de la Seille, un affluent de la Moselle donc sous-affluent du Rhin. Le domaine de Lindre avec ses environs est classé site Natura 2000 et bénéficie de la désignation site Ramsar depuis le 2 février 2003.

## Géographie
L’étang de Lindre appartient au pays des étangs, pays de collines à pentes faibles, qui totalise 134 étangs. Avec ses 1 000 ha, il est l'un des plus grands étangs du département. Façonné au fil des siècles par les activités humaines, qui ont créé étangs, forêts, haies, champs et prairies, l'étang de Lindre conserve aujourd'hui son caractère naturel. Il a été préservé de l'urbanisation des dernières décennies qui a gagné les abords des autres grands étangs de la Moselle.

## Hydrographie
L'étang de Lindre concentre les eaux de ruissellement d'un bassin versant de 103 km² où le réseau hydrographique, très dense, comprend près d'une vingtaine d'étangs de tailles très variables organisés en chapelets le long des ruisseaux.
C'est le ruisseau du Speck, le long duquel s'alignent les étangs de Rorbach-lès-Dieuze, Lansquenet et Zommange qui débouche dans la cornée de Guermange pour former l'étang de Lindre. 
Cet étang comprend 27 km de rivage et sa profondeur maximale n’excède pas 6 mètres avec une profondeur moyenne d’environ 2 mètres.

L'étang présente une superficie de 620 ha soit 13 millions de m3 d'eau, ceci en faisant le plus grand étang de pisciculture de France.

C'est à la sortie de l'étang de Lindre que la Seille prend sa source.

## Hydronymie
Anciennes mentions : Lacus Linder (1513) ; Linderweyer (1558) ; Lacus Lindrensis (1675). 
En allemand : Linderweiher.

## Histoire

### Origines
La création de l'étang de Lindre remonte probablement au XIe ou XIIe siècle à des fins de pisciculture, pour alimenter les populations en poisson et gibier d'eau. Son nom viendrait de linter, sorte de bateau à fond plat. La retenue d'eau actuelle aurait été créé par les ducs de Lorraine au XVe siècle. L'étang acquit également un aspect stratégique pour défendre la place forte de Marsal établie par Vauban, car en rompant sa digue, ses eaux peuvent inonder la vallée de la Seille et de protéger Marsal, haut lieu de l'industrie du sel, ainsi que Dieuze et éventuellement Metz.

### La période royale
Alors que l'industrie du sel prend de l'importance dans la région, les salines représentant la moitié des revenus des ducs de Lorraine au XVIe siècle, l'étang s'affirme comme un enjeu stratégique car, en régulant le cours de la Seille, il permettait le transport du bois par flottage pour alimenter les salines.
En 1605, Charles III, duc de Lorraine fait parvenir à Henri IV, roi de France, soixante carpes de l'étang de Lindre pour peupler l'étang de Fontainebleau : leurs progénitures iront peupler les rivières de Marly sous Louis XIV. 
En 1642, les troupes françaises furent obligée de lever le siège de Dieuze, parce que les Lorrains détruisirent les écluses de l'étang de Lindre et inondèrent le pays.
Lorsque la Lorraine fut rattachée à la France au XVIIIe siècle, l'étang de Lindre passa aux rois de France.

### Un domaine privé
Sous l'Empire, en 1807, l'étang de Lindre est vendu à des propriétaires privés. Il devient propriété de la famille Masson. Georges-Timothée Masson, membre de la Société d'Agriculture y développe la pisciculture, et publie en 1843 un mémoire concernant la gestion de son domaine. Son fils Antoine-Achille Masson épousa Adélaïde de Montalivet, fille du comte de Montalivet, ministre de Louis-Philippe.
Pendant la guerre franco-prussienne de 1870, Edmond Le Bœuf demande qu'on ouvre les vannes de l'étang pour ennoyer la vallée de la Seille et gêner la progression des troupes ennemies. Cet ordre ne peut être mis a exécution, l'étang étant alors vide et mis en culture, comme il est alors d'usage de le faire tous les trois ans.
La famille de Montalivet crée en 1908 la « Société des domaines de Lindre », une propriété de 1950 hectares d'étangs, terres cultivables, prés et forêts, dont la gérance est confiée à un régisseur. La digue, bombardée par les américains en 1944 pour contraindre les Allemands à lâcher leurs positions (opération sans grand résultat, mais qui inonde la ville de Dieuze), est reconstruite en 1946.
Le maintien de l'étang de Lindre dans la même famille pendant 150 ans lui a permis d'échapper à l'urbanisation qui a malheureusement défiguré les autres étangs de la région.

### Aujourd'hui
Lorsque le domaine est mis en vente par la famille de Montalivet en 1974, ce site est déjà reconnu pour son grand intérêt écologique. Face à la crainte de voir se développer des projets d'aménagement touristique, tels ceux qui se sont développés sur les bords des autres grands étangs de la région, un projet de Réserve Naturelle est examiné. Jugé trop contraignant, il est abandonné. Le Conseil général de la Moselle, avec une aide financière de l'État et de la Région, fait alors l'acquisition des étangs du domaine en 1976. Le domaine forestier est racheté par une société d'assurances et les fermes vendues aux exploitants agricoles.
Le Conseil général de la Moselle, via l'établissement du « Domaine de Lindre », maintient de nos jours l'exploitation traditionnelle de l'étang selon un cycle annuel intensif (alors que celle-ci se faisait plus extensivement selon un cycle triennal jusqu'en 1950) Ce cycle comprend le remplissage et l'alevinage de l’étang au printemps, et la vidange et la pêche à l'automne.
Grippe aviaire : la zone est en 2007 concernée par des mesures de surveillance et vigilance accrue à la suite de la découverte de nouveaux cas mi 2007 de H5N1 hautement pathogène chez des cygnes et canards colverts morts dans ce secteur.

## Coopération transfrontalière
Le 21 avril 2008, le Conseil général de la Moselle et le Conseil départemental de Tulcea (delta du Danube) ont initié en mai 2008 un partenariat international (convention triennale) d'échanges scientifiques et techniques (gestion de l'eau, pisciculture, ornithologie)… mais aussi tourisme et éducation à l'environnement et au développement durable, aménagements pour l'accueil du public, administration des milieux naturels, etc.